# Janikowo (Górowo Iławeckie)
Pour les articles homonymes, voir Janikowo (homonymie).
Janikowo est un village polonais de la voïvodie de Varmie-Mazurie, dans le powiat de Bartoszyce.